# Misantla (kommun)
Misantla är en kommun i Mexiko.   Den ligger i delstaten Veracruz, i den sydöstra delen av landet, 240 km öster om huvudstaden Mexico City.
Följande samhällen finns i Misantla:
- Misantla
- Santa Cruz Hidalgo
- La Defensa
- La Primavera
- Pueblo Viejo
- Paso Blanco
- La Reforma
- Loma del Cojolite
- Manuel Gutiérrez Nájera
- Arroyo Frío
- La Reforma
- Buenos Aires
- Los Trapiches
- Troncones
- Villa Nueva
- Santa Cruz Buena Vista
- Mafafas
- Chapachapa
- Las Lomas
- Los Ídolos
- Santa Margarita
- Colonia Veinte de Octubre
- Santa Clara
- La Soledad
- Palmira de Hidalgo
- San Francisco
- Emiliano Zapata
- Ranchería Espaldilla
- Loma del Mirasol
- Independencia
- Cerro Quebrado Uno
- El Carmen
- Colonia Ejidal Piedra Grande
- Juan Jacobo Torres
- Poblado Ignacio Allende
- Tapapulum
- Francisco I. Madero
- Poza del Tigre
- Arroyo Negro
- Loma Bonita
- El Lirial
- La Piedad
- Colonia el Porvenir
- Cerro Quebrado II
- Palma Sola de Ramírez
- La Capilla
- Santa Cecilia
- Guadalupe Victoria
- Rancho Viejo
- Guadalupe Victoria
- Guadalupe Victoria